# Лёде, Софи
Софи Лёде Якобсен (дат. Sophie Løhde Jacobsen; род. 11 сентября 1983, Биркерёд, Фредериксборг) — датский политический и государственный деятель. Член Либеральной партии Дании («Венстре»). Министр внутренних дел и здравоохранения Дании с 15 декабря 2022 года. Депутат фолькетинга с 2007 года. В прошлом — министр инноваций в государственном секторе Дании (2016—2019), министр здравоохранения и по делам пожилых людей Дании (2015—2016).

## Биография
Родилась 11 сентября 1983 года в Биркерёде, дочь Оле Якобсена (Ole A. Jacobsen) и бывшего мэра Биркерёда (1994—1997) и художницы Карин Лёде (Karin Løhde; род. 1948).
В 1999 году окончила 9-й класс муниципальной школы в Биркерёде. В 1999—2002 гг. училась в гимназии Фредериксборга в Хиллерёде. В 2004—2007 годах училась в Копенгагенской школе бизнеса, получила степень бакалавра экономики бизнеса и корпоративных коммуникаций.
В 1999–2004 гг. работала продавцом-консультантом в ювелирном магазине Plaza Ure & Smykker в универмаге Illum в Копенгагене. В 2003—2004 гг. работала консультантом по уходу в доме престарелых Rikke Mariehjemmet в Скодсборге — купальном местечке в 16 километрах от Копенгагена.
В 2006—2010 гг. — председатель правления компании Frederiksborg Linnedservice A/S, предоставляющей прачечные услуги. В 2010—2015 гг. — член правления Frederiksborg Linnedservice A/S, представляющий головную компанию Berendsen A/S.
В 2002—2006 гг. — член совета амта Фредериксборг. В 2006—2007 гг. — член муниципального совета Рудерсдаля, в 2006—2008 гг. член совета региона Ховедстаден.
В 2003—2007 гг. — судебный заседатель Восточного Высокого суда Дании, в 2003—2006 гг. — член Коллегии адвокатов (общественный представитель).
В 2005—2007 гг. работала политическим помощником депутата парламента Микаэля Ааструпа Йенсена.
По результатам парламентских выборов 2007 года впервые избрана депутатом фолькетинга в округе Северная Зеландия от партии «Венстре».
28 июня 2015 года назначена министром здравоохранения и по делам пожилых людей Дании во втором правительстве Ларса Лёкке Расмуссена. 28 ноября 2016 года назначена министром инноваций в государственном секторе Дании в третьем правительстве Ларса Лёкке Расмуссена. Исполняла обязанности до формирования первого правительства Фредериксен 27 июня 2019 года.
С 2015 года — член правления партии. С 2019 года — заместитель председателя фракции и член правления фракции.
С 2021 года — заместитель председателя Эпидемического комитета. В 2022 году стала председателем парламентской Ревизионной комиссии. 1 октября 2022 года стала государственным ревизором.
15 декабря 2022 года назначена министром внутренних дел и здравоохранения Дании во втором правительстве Метте Фредериксен, сформированном по результатам выборов 1 ноября.

## Личная жизнь
В течение шести лет состояла в незарегистрированном браке с политиком Троэльсом Лундом Поульсеном («Венстре»). Пара рассталась в 2013 году.
Последние несколько лет встречается с генеральным директором футбольного клуба «Брондбю» Оле Пальмо (Ole Palmå).